# Championnats d'Asie d'escrime 2001
Navigation
Édition précédente Édition suivante
Les 7es championnats d'Asie d'escrime se déroulent à Bangkok en Thaïlande du 4 au 9 août 2001.

## Médaillés
| Épreuves                               | Or            | Argent         | Bronze                      |
| -------------------------------------- | ------------- | -------------- | --------------------------- |
| Épée                                   |               |                |                             |
| Hommes individuel résultats détaillés  | Zhao Gang     | Xie Yongjun    | Kim Sang-hyun Wang Lei      |
| Hommes par équipes résultats détaillés | Corée du Sud  | Chine          | Iran                        |
| Femmes individuel résultats détaillés  | Zhang Li      | Li Na          | Megumi Harada Zhong Weiping |
| Femmes par équipes résultats détaillés | Chine         | Japon          | Hong Kong                   |
| Fleuret                                |               |                |                             |
| Hommes individuel résultats détaillés  | Zhou Rui      | Jang Suk-jae   | Naoto Okazaki Kim Sang-hun  |
| Hommes par équipes résultats détaillés | Chine         | Corée du Sud   | Japon                       |
| Femmes individuel résultats détaillés  | Nam Hyun-hee  | Zhang Lei      | Liu Yuan Ma Na              |
| Femmes par équipes résultats détaillés | Chine         | Japon          | Corée du Sud                |
| Sabre                                  |               |                |                             |
| Hommes individuel résultats détaillés  | Won Woo-young | Zhao Chunsheng | Kim Do-hun Ni Jun           |
| Hommes par équipes résultats détaillés | Chine         | Corée du Sud   | Iran                        |
| Femmes individuel résultats détaillés  | Huang Haiyang | Bao Yingying   | Miyuki Kano Li Li           |
| Femmes par équipes résultats détaillés | Corée du Sud  | Hong Kong      | Chine                       |

## Tableau des médailles
| Rang  | Nation       | Or | Argent | Bronze | Total |
| ----- | ------------ | -- | ------ | ------ | ----- |
| 1     | Chine        | 8  | 6      | 7      | 21    |
| 2     | Corée du Sud | 4  | 3      | 4      | 11    |
| 3     | Japon        | 0  | 2      | 4      | 6     |
| 4     | Hong Kong    | 0  | 1      | 1      | 2     |
| 5     | Iran         | 0  | 0      | 2      | 2     |
| Total | Total        | 12 | 12     | 18     | 42    |